# Algemene Surinaamse Hout Unie
De Algemene Surinaamse Hout Unie (ASHU) is een belangenorganisatie in de Surinaamse houtsector.
De officiële oprichting vond plaats tijdens de algemene vergadering op zondag 21 september 1969 in het gemeenschapscentrum van NAKS. Er werden statuten en een huishoudelijk reglement aangenomen die erna aan gouverneur Johan Ferrier werden aangeboden. De vergadering werd aanvankelijk georganiseerd in de Stadszending van de EBGS, maar werd in de dagen ervoor omgeplaatst naar NAKS. Het secretariaat bevond zich aan de Kleine Waterstraat 19 in Paramaribo.
Onder de belangen vallen onder meer de hoogte van de exporttarieven en concessierechten, de kosten voor de retributie en houtkeuringen, en de duur concessierechten die vaak na vijf tot tien jaar vervallen. Verder is de organisatie een van de gesprekspartners in de ordening van de houtsector rond 2022.

## Bestuur
Op 21 september 1969 werd het volgende oprichtingsbestuur gekozen.
- H.C. Ho Sam Sooi, voorzitter
- W. Moll, ondervoorzitter
- A. Strang, 1e secretaris
- B. Lochem, 2e secretaris
- R. Oemrawsing, penningmeester
- L.R. Venloo, commissaris
- Asgar Ali, commissaris
- G. Remak, commissaris
- S.A. Cederburg, commissaris

In 1986 begon een voorzitterschap van André Soeltaansingh tot ten minste 2018. Rond 2023 is Radjen Baldew voorzitter van de ASHU.